# Korakallimadu
Korakallimadu är en administrativ by i Sri Lanka.   Den ligger i provinsen Östprovinsen, i den östra delen av landet, 210 km nordost om huvudstaden Colombo.